# Chris Urmson
Chris Urmson är en ingenjör som är känd för sin pionjärinsats på området självkörande bilar.
Han har tidigare arbetat med Alphabet på deras projekt för självkörande bilar och är för närvarande (2019) chef för start-up-företaget Aurora Innovation.